# Нови-Голубовец
Нови-Голубовец (хорв. Novi Golubovec) — община с центром в одноимённой деревне на севере Хорватии, в Крапинско-Загорской жупании. Население общины 996 человек (2011). Подавляющее большинство населения — хорваты (99,6 %). В состав общины кроме административного центра входят ещё 4 деревни, причём Нови-Голубовец из них не самая крупная. Население деревень общины: Велика-Ветерничка (Velika Veternička) — 295 человек, Гора-Ветерничка (Gora Veternička) — 238 человек, Нови-Голубовец — 217 человек, Ветерница (Veternica) — 169 человек и Очура (Očura) — 77 человек.
Община расположена в Хорватском Загорье на южных склонах хребта Иваншчица в 6 км к юго-западу от города Лепоглава. Через деревню Нови-Голубовец проходит шоссе D35 Вараждин — Иванец — Лепоглава — автобан A2.
В конце XIX — середине XX века в окрестностях Нови-Голубовца существовали шахты по добыче угля, Нови-Голубовец быстро рос, как посёлок шахтёров. С прекращением добычи значительная часть населения общины покинула её из-за безработицы, население снизилось.